# Liste des partis politiques en Arménie
Voici la liste des partis politiques arméniens

## Partis actuellement représentés à l'Assemblée nationale(après lesélections législatives de 2021)
|                                   |                                   |                                       |        |  |  |  |  |  |  |
| Parti ou coalition                | Parti ou coalition                | Parti ou coalition                    | Sièges |  |  |  |  |  |  |
|                                   | Contrat civil                     | Contrat civil                         | 71     |  |  |  |  |  |  |
|                                   |                                   | Fédération révolutionnaire arménienne | 10     |  |  |  |  |  |  |
|                                   | Arménie unie                      | 6                                     |        |  |  |  |  |  |  |
|                                   | Renaissance arménienne            | 1                                     |        |  |  |  |  |  |  |
| Total Alliance arménienne         | Total Alliance arménienne         | 29                                    |        |  |  |  |  |  |  |
|                                   |                                   | Parti républicain d'Arménie           | 4      |  |  |  |  |  |  |
|                                   | Parti de la mère patrie           | 3                                     |        |  |  |  |  |  |  |
| Total Alliance « J'ai l'honneur » | Total Alliance « J'ai l'honneur » | 7                                     |        |  |  |  |  |  |  |

## Partis anciennement représentés à l'Assemblée nationale
- Arménie prospère
- Congrès national arménien
- État de droit
- Héritage
- Alliance « Mon pas »
- Arménie lumineuse

## Autres partis
- Parti communiste arménien
- Parti travailliste unifié
- Parti du peuple
- Union nationale démocratique
- Mouvement national pan-arménien
- Parti démocrate d'Arménie
- Parti des Arméniens unifiés

## Autres partis (diaspora)
- Fédération révolutionnaire arménienne
- Parti social-démocrate Hentchak
- Parti libéral démocrate arménien (Ramgavar) (actif au Liban), héritier du Parti Arménagan

## Anciens partis
- Justice (2003-2007)